# Ankazomiriotra
Ankazomiriotra è una città e comune del Madagascar situata nel distretto di Betafo, regione di Vakinankaratra. 
La popolazione del comune rilevata nel censimento 2001 era pari a 34 118 unità.